# Theurgie
Theurgie je nábožensko-magická technika vzniklá v pozdním starověku, známá především z díla Chaldejská orákula a jeho reflexe novoplatonistickými filosofy, později často chápána jako vyvolávání či vzývání božstev v rámci rituální magie.
Nejvýznamnějším dílem starověké theurgie jsou Chaldejská orákula sepsaná Juliánem Theurgem během 2. století v Sýrii. Tento soubor textů odkazuje na dávnou chaldejskou, tedy babylónskou, moudrost a popisuje komplikovaný obraz oduševnělého či živého vesmíru s řadou duchovních prostředníků. Podle tohoto díla je fyzický svět vězením ze kterého lze uniknout prostřednictvím askeze a theurgie. Chaldejská orákula byla velmi vážená a oblíbená mezi novoplatoniky jako Porfyrios, Proklos, Hieroklés a Syriános, systematicky theurgii obhájil Iamblichos ve svém díle O mystériích egyptských.
Přesný význam slova je nejasný, je odvozeno ze starořeckého theúrgos (θεουργός), novotvaru zavedeného v Chaldejských orákulech, a je vytvořeno ze slov theós „bůh“ a érgon „práce, konání“, též ale „rituální akt“, a lze jej vykládat jako „ten, kdo působí na bohy “, nebo naopak „ten, na koho bozi působí “. Zatímco Chaldejská orákula chápou theurgii spíše v prvním slova smyslu, novoplatonici zdůrazňovali dobrovolnou účast bohů na rituálech a přikláněli se tak druhému významu. Podle Josepha Bideze a Samsona Eitrema má tento novotvar odlišit théurga, který podle boha jedná či je dokonce tvoří, od theologa, který o nich pouze mluví.
U starších novoplatoniků, například u Iamblicha, se jedná spíše o praktiku s náboženským či spásonosným cílem, Porfýrios považoval theurgii za nástroj odpoutávání duše od vnímatelného světa a vzestupu do duchovního světa. Pozdější novoplatonická theurgie se přibližuje magii, především věštění, oblíbené bylo přivolávání božstev do soch, což Jamblichos odmítal s ohledem na svůj názor, že v hmotě nemůže být nic božského.
Ve svém díle O Boží obci z počátku 5. století svatý Augustin theurgii odmítá jako démonickou, což převzali i následní teologové. Později však byla oživena renesančními učenci jako byl Marsilio Ficino a byla obhajována jejich synkretickou křesťansko-neoplatonickou filosofií, ač jindy obhajovali svojí koncepci přirozené magie stojící v opozici k rituální magii jako je theurgie. Na konci 18. století byla theurgie významnou součástí praxe esoterického hnutí martinistů.

## Theurgické rituály
Následující rituály se objevují v Chaldejských orákulech:
- anagógé „vzestup“ – dosažení jednoty s Bohem, není jasné zda šlo skutečně o rituální konání či spíše o mysticismus
- vyvolání zjevení božstva, snad za účelem odpovídání na otázky
- oběť kamene – nejasného významu

Další rituály mohly být součástí Orákul, ale též se může jednat o invenci novoplatonických theurgů
- přivolání božstva do lidského média, aby mohlo odpovídat na otázky
- uzavření paktu s božstvem
- přivolání deště pomocí předmětu zvaného strofalos, obdoby káči
- přivolání božstva do jeho sochy za účelem věšteb pomocí vkládaní různých přírodnin

Z uvedeného výčtu lze usuzovat, že theurgie Chaldejských orákul byla nepříliš rituální a magické povahy, ale měla spíše spirituální charakter.
Podle byzantského učence Michaela Psella citujícího nedochovaný Proklův komentář k Chaldejským orákulům, Julián Chaldejec získal pomocí theurgie pro svého syna archandělskou duši od „Držitele všeho“ – Boha a po jeho narození ji uvedl ve styk s duší Platóna a všech božstev, výslovně pak Herma a Apollóna.